# مايكل بوك
مايكل بوك (بالإنجليزية: Michael Poke)‏ (21 نوفمبر 1985 بستينز في المملكة المتحدة - ) هو لاعب كرة قدم بريطاني في مركز حراسة المرمى. لعب مع أولدهام أثلتيك وبرايتون أند هوف ألبيون ونادي بورتسموث ونادي ساوثهامبتون ونادي وكينغ وEastleigh F.C. ‏ ونادي توركي يونايتد ونادي بريستول روفيرز ونادي نورثامبتون تاون.

## وصلات خارجية
- مايكل بوك على موقع قاعدة بيانات كرة القدم.إي يو (الإنجليزية)
- مايكل بوك على موقع Soccerbase.com (لاعب) (الإنجليزية)